# 겐보 히데토시
겐보 히데토시(見坊豪紀, けんぼう ひでとし) 1914년 11월 20일 - 1992년 10월 21일)은 일본의 일본어 학자이자 사전 편찬자이다. 산세이도국어사전(『三省堂国語辞典』)의 편찬자로 알려져있다. "겐보 선생"(ケンボー先生)으로 친근하게 불린다.

## 생애
도쿄부 출신 (본적은 이와테현 모리오카시). 아오모리현, 후쿠시마현, 남만주에서 자라다가 1932년, 구제 야마구치 고등학교에 입학했고 1년간 병으로 휴학한 뒤 졸업했다. 1936년, 상경하여 도쿄 제국 대학 문학부 국문과에 입학. 동기중에 야마다 타다오가 있었다. 1939년 졸업하고 도쿄대 대학원에 입학했다.
대학원 재학 중 긴다이치 교스케의 소개로 산세이도의 메이카이국어사전(『明解国語辞典』) 편찬에 참여했다. 긴다이치 교스케의 감수가 크게 써있었지만 코지린(『小辞林』) 사전의 항목을 토대로 대부분 겐보가 20대에 작성했다. 43년에 출간되었고 이후 52년에 개정판이 나오게 된다. 사전 집필기간동안 겐보는 대학원에 나오지 않아 대학원은 중퇴했다.
41년 이와테현 사범학교 교사로 시작해 42년에 조교수, 43년에 구제 도쿄 고등학교 교수 47년 이와테 사범학교 교수, 49년 이와테 대학 교수가 되었다. 57년 국립국어연구소에서 제3연구부장으로 일했다.
1960년 메이카이국어사전(『明解国語辞典』) 항목을 정비한 산세이도국어사전(『三省堂国語辞典』)을 간행했다. 산세이도국어사전은 신문, 주간지, 방송 등 현대어 자료에서 직접 용례를 모은 것이 특징이다. 이전까지의 사전은 전통어를 중시하고 현대어를 소홀히하는 경향이 있었으나 겐보의 사전은 그렇지 않았다. 동시대어 사전이라는 점이 획기적이었다. 1972년 야마다 타다오와의 결별로 이후 야마다 타다오는 신명해를, 겐보는 산세이도 국어사전을 담당하게 되었다.
산세이도국어사전 초판 출간후 겐보는 현대 일본어의 실제 사례 수집작업을 본격화했다. 매월 수천개의 현대어 단어를 신문, 잡지 등에서 수집하여 카드로 만들었다. 그 성과를 74년의 2판에 실었고 현대어를 거울처럼 반영했다는 평가를 받았다. 겐보가 사전에는 거울이라고 표현할 수 있는 기술성(기술사전)과 잘못을 바로잡는 귀감으로서의 규범성(규범사전)이 있다고 적은 3판의 서문이 유명하다. 둘중에서 겐보가 특히 중요하게 본 것은 현대어의 변화를 반영하는 거울적인 측면이었다.
한편 국어연구소 재임중이던 62년부터 칼럼 단어의 휴지통(ことばのくずかご)을 잡지 언어생활에 연재하기 시작해 중간에 조금 쉬었지만 1988년까지 기고했다. 단어의 휴지통은 잡지에서 인기있는 칼럼이었다. 생생한 자료로 읽는 현대 일본어의 실태라는 부제처럼 겐보가 수집한 현대어 용례를 소개하는 형태였으며 사전에 넣기 애매하여 버려질 것 같은 단어들을 생생하게 묘사하는 특징이 있었다. 유행어와 오류등이 함께 실려 그 자체로 유머가 있는 언어의 사례집이 되었다. 이후 칼럼을 간추려 단행본이 출간되기도 했다.
68년 국어연구소를 퇴직하고 신어 수집과 사전편찬에 전념했다. 74년에 신어 수집 카드가 100만장을 넘었다고 하며 작업이 중단된 92년 2월까지 145만장 정도였다고 한다.

## 저서
사전
- 1943 메이카이국어사전 『明解国語辞典』（三省堂, 개정판은 52년）
- 1960 산세이도국어사전 『三省堂国語辞典』（三省堂, 겐보 사후인 92년에 제 4판 출간）

단행본
- 『ことばの海をゆく』（朝日新聞社 1976年）
- 『辞書をつくる―現代の日本語―』（玉川大学出版部 1976年）
- 『辞書と日本語』（玉川大学出版部 1977年）
- 『ことばのくずかご』（筑摩書房 1979年）
- 『ことばの遊び学―ワード・ハンターが行く―』（PHP研究所 1980年）
- 『ことば さまざまな出会い』（三省堂 1983年）
- 『〈'60年代〉ことばのくずかご』（筑摩書房 1983年）
- 『新ことばのくずかご '84～'86』（筑摩書房 1987年）
- 『現代日本語用例全集』〔未完・3巻まで刊行〕（筑摩書房 1987年 - 1989年）
- 『88年版ことばのくずかご』（筑摩書房 1988年）
- 『89年版ことばのくずかご』（筑摩書房 1989年）
- 『日本語の用例採集法』（南雲堂 1990年）